# Новомирненский
Новоми́рненский — посёлок в Красногвардейском районе (муниципальном округе) Ставропольского края России.

## География
Расстояние до краевого центра: 83 км.
Расстояние до районного центра: 17 км.

## История
В соответствии с Указом Президиума Верховного Совета РСФСР от 21 сентября 1964 года посёлок Третье отделение совхоза «Медвеженский» переименован в посёлок Новомирненский.
До 16 марта 2020 года Новомирненский входил в состав сельского поселения Медвеженский сельсовет.

## Население
| 1989 | 2002 | 2010 | 2014 | 2021 |
| ---- | ---- | ---- | ---- | ---- |
| 172  | ↘116 | ↘91  | ↗100 | ↘59  |

По данным переписи 2002 года в национальной структуре населения русские составляли 64 %, цыгане — 27 %.